# جان دیهان
جان دیهان (انگلیسی: John Deehan؛ زادهٔ ۶ اوت ۱۹۵۷) بازیکن فوتبال اهل بریتانیا است.
از باشگاه‌هایی که در آن بازی کرده‌است می‌توان به باشگاه فوتبال وست برومویچ آلبیون، باشگاه فوتبال بارنزلی، باشگاه فوتبال استون ویلا، باشگاه فوتبال نوریچ سیتی، باشگاه فوتبال ایپسویچ تاون، و باشگاه فوتبال منچستر سیتی اشاره کرد.
وی همچنین در تیم ملی فوتبال زیر ۲۱ سال انگلستان بازی کرده‌است.